# Ватуссі

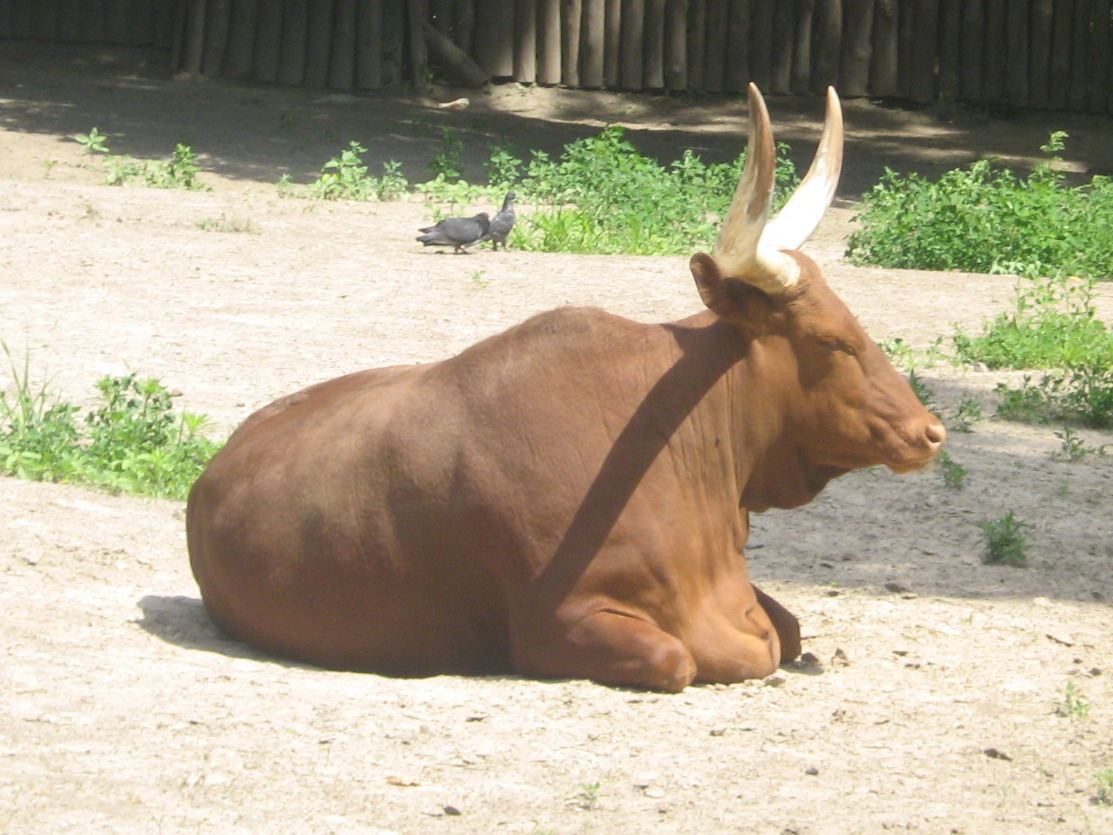
Ватуссі в Київському зоопарку

Ватуссі — порода корів, яка походить з Африки. Їх відмітною особливістю є дуже довгі роги, розмахом до 2,5 м та із обхватом основи 0,5 м. Як і багато інших порід великої рогатої худоби, вони походять від вимерлих в XVII ст. первісних турів. Протягом понад 6000 років ватуссі грали важливу роль в житті багатьох племен Африки — тутсі, анколе, бахіма, баши, кігезі, ківу.
Два тисячоліття людство вважало корів ваттуссі, яким поклонялися ще давні єгиптяни, вимерлими, і лише у XIX ст. священних корів випадково знайшли у володіннях африканського племені ватуссі, звідки і походить їх сучасна назва. Як у древніх фараонів, так і у сучасних африканців священні корови є своєрідними талісманами; вважається, що прикладання до рогів тварин приносить у оселю щастя та добробут. Кількість ватуссі, які належать сім'ї або племені, є мірилом добробуту — утримувати цих тварин можуть собі дозволити лише багаті люди або вожді.
Плем'я масаї не лише розводить ватуссі, але й споживає їх кров, розведену з молоком, причому м'ясо цих корів африканці не вживають, а кров беруть прижиттєво, проколюючи стрілою шийну вену. Ця операція безпечна для тварин: від бика отримують 4-5 л крові на місяць, від корови не більше 0,5 л.
У Руанді, де тривалий час правило плем'я тутсі, ватуссі були відомі як «інсанга», тобто «одного дня знайдені» або «іньямбо», тобто «корови з предовгими рогами». Екземпляри з найкрупнішими рогами належали королеві і вважалися за священних.
Їх травна система здатна переварювати дуже грубу їжу, витримувати обмежену кількість їжі і води. Живучість ватуссі дозволила їм не лише проіснувати в Африці протягом століть, але і розповсюдитися на інших континентах.
Роги ватуссі пронизані системою кровоносних судин і використовуються для терморегуляції при спеці. Кров, циркулююча по рогах, охолоджується потоками повітря, і потім повертається в тіло і знижує його температуру.
У 1960-х рр. Волтер Шульц завіз до Америки двох биків і одну самку, після чого ватуссі швидко розповсюдилися по американському континенту.